# Ордоньйо III
Ордоньйо III (*Ordoño III, бл. 926 —956) — король Леону, Галісії та Астурії у 951—956 роках.

## Життєпис
Походив з династії Астур-Леон. Син Раміро II, короля Леону, Астурії і Галісії, й Адосінди Гуттьєрес. Замолоду брав участь у військових походах батька. У 940-х роках звитяжив у боротьбі із заколотником Фернаном Кастильським. 944 року оженився на доньці останнього. 951 року хворий батько передав фактичну владу Ордоньйо. 952 року після смерті Раміро II успадкував трон.
Із самого початку стикнувся з повстанням феодалів на чолі із братом Санчо. Втім у 953 році завдав останнім рішучої поразки у битві при Сан-Естебан-де-Гормас.
У 955 році він навіть розграбував околиці Лісабону, змусивши Абдаррахмана III розпочати переговори. Проте розширити успіх Ордоньйо III не дозволили внутрішні заворушення. Спочатку повстали вельможі Галісії, а потім Фернан Гонсалес, граф Кастилії, підтримуваний Санчо, братом Ордоньйо.
Тим часом Абдаррахман, отримавши підкріплення з Африки, взяв Сіманкасі і дійшов до воріт Бургосу. В цих умовах король у 956 році уклав мир з графом Кастилії й братом Санчо, рушив проти Кордовського халіфату. Втім у розпал підготовки до військової кампанії Ордоньйо III раптово помер у м. Самора.

## Родина
Дружина — Уррака, донька Фернана Гонсалеса, графа Кастилії.
Діти:
- Ордоньйо, помер дитиною
- Тереза, черниця

2. Коханка — Арагонта, донька графа Пелайо Гонсалеса
Діти:
- Бермудо (953—999), король у 985—999 роках